# Jussi Veikkanen
Jussi Veikkanen (Riihimäki, 29 marzo 1981) è un dirigente sportivo ed ex ciclista su strada finlandese. Professionista dal 2005 al 2015, vinse sei titoli nazionali Elite e una tappa al Deutschland Tour 2008. Dal 2016 è direttore sportivo del team FDJ/Groupama.

## Carriera
Comincia la sua carriera con il team svedese Mälarenergi, e nel 2003 si laurea campione nazionale in linea. Nel 2004 gareggia tra i dilettanti in Francia, tra le file del club Roubaix-Lille Métropole, cogliendo alcuni successi, tra cui quello nella Boucle de l'Artois. Passa professionista all'inizio dell'anno seguente con la Française des Jeux; in quella stagione ottiene il secondo titolo finlandese in linea (si ripeterà anche nel 2006, nel 2008, nel 2010 e nel 2014).
Nel 2006 coglie i primi successi da pro fuori dalla Finlandia: una tappa e la classifica finale della Tropicale Amissa Bongo in Gabon, una tappa al Tour du Poitou-Charentes. Nel 2008 fa sue anche frazioni alla Route du Sud e, soprattutto, al Giro di Germania, gara UCI ProTour. Nel febbraio 2009 conclude al secondo posto il Giro del Mediterraneo, dietro a Luis León Sánchez, e al terzo il Tour du Haut-Var. Nell'estate dello stesso anno, dopo una lunga fuga nella seconda tappa del Tour de France, indossa per quattro giorni la maglia a pois della Grande Boucle in qualità di miglior scalatore.
Nel 2010 vince una tappa al Giro del Mediterraneo, concludendo la corsa in sesta posizione. In luglio, dopo cinque anni nelle file della FDJ, firma un contratto di un anno (con opzione per il secondo) con l'Omega Pharma-Lotto. Torna però tra le file della squadra francese al termine del 2011. Nel 2012 non ottiene successi; partecipa comunque alla prova in linea dei Giochi olimpici di Londra, unico rappresentante del suo paese, classificandosi sessantacinquesimo.

## Palmarès
- 2003 (Mälarenergi, una vittoria)

Campionati finlandesi, Prova in linea
- 2004 (Roubaix-Lille Métropole, quattro vittorie)

Grand Prix des Marbriers
Boucle de l'Artois
Omloop van de Grensstreek
Classifica generale Saaremaa Velotuur
- 2005 (Française des Jeux, una vittoria)

Campionati finlandesi, Prova in linea
- 2006 (Française des Jeux, quattro vittorie)

2ª tappa La Tropicale Amissa Bongo
Classifica generale La Tropicale Amissa Bongo
2ª tappa Tour du Poitou-Charentes et de la Vienne
Campionati finlandesi, Prova in linea
- 2008 (Française des Jeux, tre vittorie)

4ª tappa Route du Sud
Campionati finlandesi, Prova in linea
6ª tappa Giro della Germania
- 2010 (Française des Jeux, due vittorie)

2ª tappa Tour Méditerranéen (Peynier > Trets)
Campionati finlandesi, Prova in linea
- 2014 (FDJ, una vittoria)

Campionati finlandesi, Prova in linea

## Piazzamenti

### Grandi Giri
- Giro d'Italia

2006: 70º
2007: 44º
2008: 50º
2011: 120º
2012: 146º
2014: 109º
2015: 147º
- Tour de France

2009: 108º
- Vuelta a España

2005: ritirato (3ª tappa)
2007: 135º
2013: ritirato (18ª tappa)

### Classiche monumento
- Liegi-Bastogne-Liegi

2014: ritirato
2015: ritirato
- Giro di Lombardia

2012: ritirato
2013: ritirato
2014: ritirato

### Competizioni mondiali
- Campionato del mondo

Lisbona 2001 - Cronometro Under-23: 32º
Lisbona 2001 - In linea Under-23: ritirato
Hamilton 2003 - Cronometro Under-23: 16º
Hamilton 2003 - In linea Under-23: 18º
Mendrisio 2009 - In linea Elite: 49º
Toscana 2013 - In linea Elite: ritirato
- Giochi olimpici

Londra 2012 - In linea: 65º